# Portrait de Sebastián Martínez y Pérez
Portrait de Sebastián Martínez Pérez  (en espagnol : Retrato de Sebastián Martínez y Pérez) est une peinture de Francisco de Goya réalisée en 1792. Elle représente Sebastián Martínez y Pérez, un ami de Goya : c'est chez lui, à Cadix, que Goya se réfugie pour se remettre d'une maladie qui le rendra sourd — et qu'il peindra ce tableau.

## Analyse
L'importance de Sebastián Martínez y Pérez pour Goya est inscrite dans la dédicace du tableau : « Dn Sebastian / Martinez / Por su Amigo / Goya / 1792 » (« Sieur Sebastian Martinez, par son ami Goya, 1792 »).
Dans sa biographie de Goya (1979), Pierre Descargues, critique d'art dans Les Lettres françaises, signale que ce portrait, achevé peu avant que l'artiste devienne complètement sourd, offre un jeu de lumière changeant, avec les reflets de la lumière naturelle sur le manteau de soie bleue à rayures blanches, anticipant ainsi les Impressionnistes.
Le tableau est resté dans la famille de Martínez jusqu'en 1905, quand il a été vendu à la galerie d'art new-yorkaise Knoedler pour 28 236,75 francs, qui l'a vendu l'année suivante au Metropolitan Museum of Art.